# Tres Cruces, Guerrero
Tres Cruces är en ort i Mexiko.   Den ligger i kommunen Chilapa de Álvarez och delstaten Guerrero, i den sydöstra delen av landet, 230 km söder om huvudstaden Mexico City. Tres Cruces ligger 1 767 meter över havet och antalet invånare är 398.
Terrängen runt Tres Cruces är bergig söderut, men norrut är den kuperad. Terrängen runt Tres Cruces sluttar västerut. Runt Tres Cruces är det ganska glesbefolkat, med 43 invånare per kvadratkilometer. Närmaste större samhälle är Zoquitlán, 4,2 km sydost om Tres Cruces. I omgivningarna runt Tres Cruces växer huvudsakligen savannskog.